# Hemicyclopora multispinata
Hemicyclopora multispinata is een mosdiertjessoort uit de familie van de Escharellidae. De wetenschappelijke naam van de soort is, als Lepralia multispinata, voor het eerst geldig gepubliceerd in 1861 door Busk.